# Treron formosae
Treron formosae é uma espécie de ave da família Columbidae.
Pode ser encontrada nos seguintes países: Japão, Filipinas e Taiwan.
Os seus habitats naturais são: florestas subtropicais ou tropicais húmidas de baixa altitude e jardins rurais.
Está ameaçada por perda de habitat.